# Erminnie A. Smith
Pour les articles homonymes, voir Smith.
Erminnie A. Smith, née Erminnie Adele Platt, née en 1836 et morte le 9 juin 1886, est une géologue et une anthropologue américaine, membre du Bureau of American Ethnology. Elle est considérée comme la première femme ethnographe de terrain. 
Elle est la première femme élue membre de l'Académie des sciences de New York, le 5 novembre 1877.
Erminnie Smith publie des ouvrages sur les Iroquois, elle participe notamment à la collecte de leurs légendes, employant John Napoleon Brinton Hewitt (en) pour l'aider dans ce travail.

## Biographie
Erminnie Adele Platt est née en 1836, elle est diplômée en 1853 au Troy Seminary, à New York. Elle épouse Simeon H. Smith. Elle fonde en 1876 la Société Esthétique de Jersey City.
Elle meurt le 9 juin 1886.

## Publications
- Myths of the Iroquois, 1883.